# Armand van der Gracht de Rommerswael
Armand van der Gracht de Rommerswael, né à Turnhout le 18 novembre 1890 et mort à Turnhout le 22 septembre 1934, est un homme politique belge.

## Fonctions et mandats
- Membre de la Chambre des représentants de Belgique : 1929-1934

## Sources
- Paul VAN MOLLE, Het Belgisch Parlement, 1894-1972, Antwerpen, 1972.
- H. DIRX & J. VAN STEENBERGEN, De gemeenteraadsleden vanaf 1830, in: H. De Kok & E. Van Autenboer (red.), Turnhout. Groei van een stad, Turnhout, Culturele Raad, 1983.
- Oscar COOMANS DE BRACHÈNE, État présent de la noblesse belge, Annuaire 1989, Brussel, 1989.

- Ressource relative à plusieurs domaines :   - ODIS